# Địa lý Sri Lanka

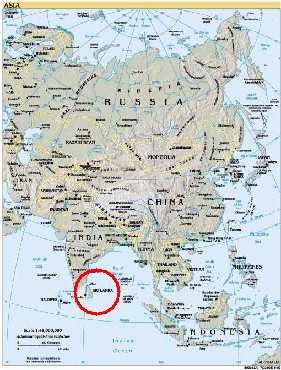
Bản đồ châu Á cho thấy vị trí của Sri Lanka

Sri Lanka, trước đây được gọi là "Ceylon", là một quốc đảo ở Ấn Độ Dương, phía đông nam của tiểu lục địa Ấn Độ, ở một vị trí chiến lược gần các tuyến đường biển lớn của Ấn Độ Dương. Quốc gia này có tổng diện tích 65.610 km², với 64.740 km² đất và 870 km² nước. Đường bờ biển dài 1.340 km. Đảo chính của Sri Lanka có diện tích 65.268 km² - là hòn đảo lớn thứ 25 trên thế giới theo khu vực. Hàng chục hòn đảo ngoài khơi chiếm diện tích 342 km² còn lại. Hòn đảo ngoài khơi lớn nhất, Đảo Mannar, dẫn đến Cầu của Adam.
Cầu của Adam, một vùng đất nối đến Ấn Độ đại lục, hiện nay chủ yếu là ngập nước với một chuỗi các bãi đá vôi còn lại trên mực nước biển. Theo hồ sơ, con đường tự nhiên này trước đây đã hoàn thành, nhưng bị phá bởi một cơn bão dữ dội (có thể là một xoáy thuận) vào năm 1480. Sự hình thành còn được gọi là Cầu của Rama, theo thần thoại Hindu, nó được xây dựng trong thời kỳ cai trị của Rama.
Khí hậu Sri Lanka là nhiệt đới gió mùa: gió mùa đông bắc (tháng 12 đến tháng 3) và gió mùa tây nam (tháng 6 đến tháng 10). Địa hình chủ yếu của nước này là thấp, bằng phẳng tới đồng bằng với những ngọn núi ở phía nam trung tâm nội địa. Điểm cao nhất là Pidurutalagala ở 2.524,13 m. Tài nguyên thiên nhiên bao gồm đá vôi, than chì, cát khoáng, đá quý, phosphat, đất sét, thủy điện.

## Địa chất
Hơn 90% bề mặt của Sri Lanka nằm trên các địa tầng Thời kỳ Tiền Cambri, một số có niên đại khoảng 2 tỷ năm. Đá granit có dạng đá granit của dãy núi cao nguyên (gneisses, sillimanite-graphite gneisses, quartzit, bi, và một số charnokites) chiếm hầu hết đảo và các gneisses thuộc nhóm amphibolite, granit, và granit gneisses của dòng Vinjayan xảy ra ở phía đông và vùng đất thấp đông nam. Trầm tích kỷ Jura hiện nay có mặt ở những khu vực rất nhỏ gần bờ biển phía tây và đá vôi Miocen nằm dưới phần tây bắc của đất nước và mở rộng về phía nam trong một vành đai tương đối hẹp dọc theo bờ biển phía tây. Bề mặt đá biến chất được tạo ra bởi sự biến đổi của trầm tích cổ dưới áp lực và nhiệt độ cao trong quá trình xây dựng núi. Lý thuyết kiến tạo mảng cho thấy rằng những tảng đá và đá liên quan này hình thành hầu hết miền nam Ấn Độ là một phần của một vùng đất phía nam duy nhất có tên là Gondwanaland. Bắt đầu từ khoảng 200 triệu năm trước, các lực lượng trong lớp vỏ Trái Đất bắt đầu tách rời các vùng đất của Nam Bán cầu, và một tấm vỏ cứng hỗ trợ cả Ấn Độ và Sri Lanka di chuyển về phía đông bắc. Khoảng 45 triệu năm trước, mảng Ấn Độ va chạm với vùng đất châu Á, tạo dãy Himalaya ở miền bắc Ấn Độ và tiếp tục tiến từ từ đến thời điểm hiện tại. Sri Lanka không trải qua động đất hoặc các sự kiện núi lửa lớn bởi vì nó ở trên trung tâm của mảng.
Hòn đảo này chứa các tầng trầm tích tương đối hạn chế xung quanh vùng cao nguyên cổ đại của nó. Ngoài trầm tích gần đây dọc theo thung lũng sông, chỉ có hai mảnh nhỏ của trầm tích kỷ Jura (140 đến 190 triệu năm trước) xảy ra ở huyện Puttalam, trong khi một vành đai rộng hơn của Miocen (5 đến 20 triệu năm trước) được tìm thấy dọc theo bờ biển phía tây bắc, được giữ lại trong nhiều khu vực của trầm tích Pleistocene (1 triệu năm trước). Bờ biển phía tây bắc là một phần của lưu vực sông Cauvery (Kaveri) sâu phía đông nam Ấn Độ, đã thu thập trầm tích từ các vùng cao nguyên của Ấn Độ và Sri Lanka kể từ khi phá vỡ Gondwanaland.

## Địa hình

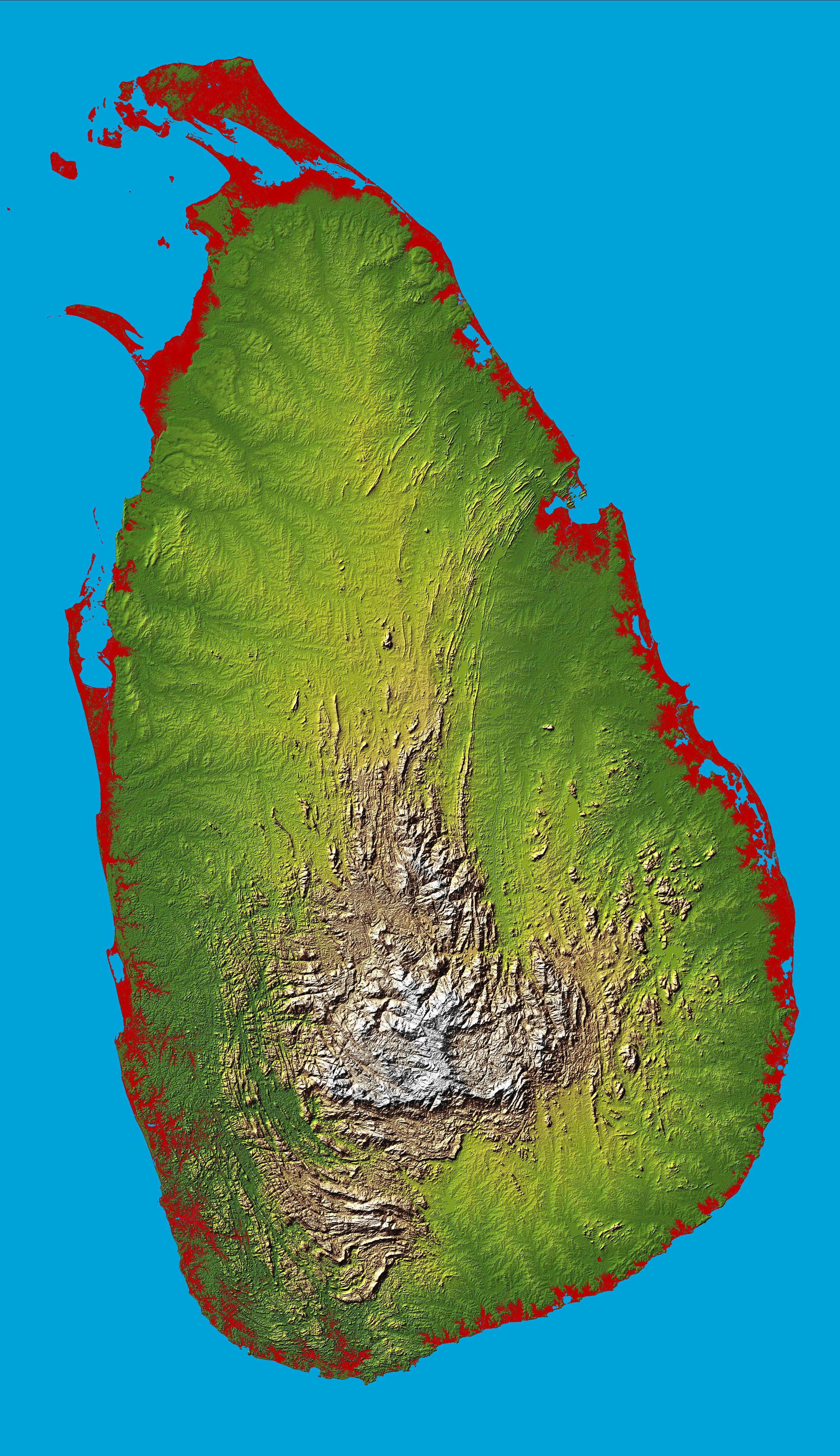
Địa hình Sri Lanka

Sự bùng nổ và xói mòn theo thời gian đã tạo ra một loạt các đặc điểm địa hình. Ba khu vực có thể phân biệt được với độ cao: Vùng cao nguyên trung tâm, đồng bằng và vành đai ven biển.
Phía nam trung của Sri Lanka - vùng Cao nguyên Trung tâm gồ ghề là trung tâm của đất nước. Cốt lõi của khu vực này là cao nguyên cao, chạy theo hướng bắc-nam trong khoảng 65 km. Khu vực này bao gồm những ngọn núi cao nhất của Sri Lanka. (Pidurutalagala cao nhất tại 2.524 m) Ở phía nam của cao nguyên, dãy núi trải dài 50 km về phía tây về phía Adam's Peak (2.243 mét) và 50 km về phía đông về phía Namunakula (2.036 m). Phía trên các rặng núi trung tâm cao là hai cao nguyên thấp hơn. Về phía tây là Cao nguyên Hatton, một dãy núi bị phân tách sâu dốc xuống phía bắc. Về phía đông, lưu vực sông Uva bao gồm những ngọn đồi phủ cỏ, đi ngang qua một số thung lũng sâu và hẻm núi. Về phía bắc, tách ra từ thân chính của núi và cao nguyên bởi các thung lũng rộng, nằm ở Knuckles Massif: vách đá dốc đứng, hẻm núi sâu, và các đỉnh núi lên đến hơn 1.800 mét. Phía nam Adam's Peak nằm trên các sườn núi song song của Đồi Rakwana, với một số đỉnh cao hơn 1.400 mét. Vùng đất này bắt nguồn từ cao nguyên trung tâm đến một loạt các vách đá và gờ ở độ cao 400 đến 500 mét so với mực nước biển trước khi dốc xuống các đồng bằng ven biển.
Hầu hết bề mặt của hòn đảo bao gồm các đồng bằng từ 30 đến 200 mét trên mực nước biển. Ở phía tây nam, các rặng núi và thung lũng tăng dần để hòa với cao nguyên trung tâm, tạo ra một sự xuất hiện bị chia cắt với đồng bằng. Xói lở sâu rộng trong khu vực này đã làm mòn các rặng núi và lắng đọng đất giàu cho nông nghiệp ở hạ lưu. Ở phía đông nam, một vùng đất đỏ, laterit bao phủ mặt đất tương đối bằng với những ngọn đồi nguyên khối. Sự chuyển đổi từ đồng bằng sang cao nguyên trung tâm đang hiểm trở ở phía đông nam, và những ngọn núi dường như mọc lên như một bức tường. Ở phía đông và phía bắc, đồng bằng bằng phẳng, được chia cắt bởi các khe đá granit dài và hẹp chạy từ cao nguyên trung tâm.

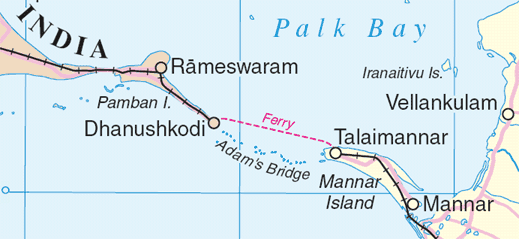
Cầu của Adam, một bãi "kết nối" (tây bắc) Sri Lanka (Talaimannar trên đảo Mannar ở huyện đó) và (phía nam) Ấn Độ (Dhanushkodi (tuyệt chủng) / Rameswaram ở Ramanathapuram) giữa Vịnh Mannar (tây nam) từ Eo biển Palk (đông bắc).

Một vành đai ven biển khoảng ba mươi mét trên mực nước biển bao quanh đảo. Phần lớn bờ biển bao gồm các bãi biển đầy cát tuyệt đẹp được bao quanh bởi các đầm phá ven biển. Ở bán đảo Jaffna, vành đá vôi được tiếp xúc với sóng như những vách đá thấp ở một vài nơi. Ở phía đông bắc và tây nam, nơi bờ biển cắt ngang qua sự phân tầng của đá tinh thể, vách đá, vịnh và đảo ngoài khơi có thể được tìm thấy; những điều kiện này đã tạo ra một trong những bến cảng tự nhiên tốt nhất thế giới tại Trincomalee trên bờ biển phía đông bắc, và một bến cảng đá nhỏ hơn ở Galle trên bờ biển phía tây nam.
Sông của Sri Lanka có nguồn từ cao nguyên trung tâm và chảy theo hướng xuyên tâm về phía biển. Hầu hết các con sông này đều ngắn. Có 16 con sông chính dài hơn 100 km, trong đó có 12 con sông chiếm khoảng 75% lưu lượng sông trung bình trong cả nước. Các con sông dài nhất là Mahaweli Ganga (335 km) và Aruvi Aru (170 km). Ở vùng cao nguyên, các dòng sông thường xuyên bị phá vỡ bởi sự gián đoạn trong địa hình, và nơi chúng gặp phải các vách đá, nhiều thác nước và thác ghềnh đã xói mòn một đoạn. Một khi chúng đến được vùng đồng bằng, các con sông chảy chậm lại và các vùng nước uốn khúc trên các vùng đồng bằng và đồng bằng châu thổ. Các thượng nguồn của các con sông là hoang dã và thường không thể di chuyển được, và thấp hơn đạt được dễ bị lũ lụt theo mùa. Sự can thiệp của con người đã làm thay đổi dòng chảy của một số con sông để tạo ra các dự án thủy điện, thủy lợi và giao thông. Ở phía bắc, phía đông và đông nam, các con sông cấp nước cho nhiều hồ hoặc hồ chứa nhân tạo (bể chứa) để trữ nước trong mùa khô. Trong những năm 1970 và 1980, các dự án quy mô lớn đã làm hỏng Mahaweli Ganga và các dòng suối lân cận để tạo ra các hồ lớn dọc theo các khóa học của họ. Hàng trăm km kênh đào, hầu hết trong số đó được xây dựng bởi người Hà Lan trong thế kỷ 18, liên kết các tuyến đường thủy nội địa ở phía tây nam của Sri Lanka.

## Khí hậu

Bản đồ khí hậu Köppen của Sri Lanka

Khí hậu Sri Lanka được mô tả là nhiệt đới và khá nóng. Vị trí nằm giữa 5 và 10 vĩ độ bắc làm cho nước này có thời tiết ấm áp quanh năm, được điều tiết bởi gió biển và độ ẩm đáng kể. Nhiệt độ trung bình dao động từ mức thấp 16 °C (60,8 °F) ở Nuwara Eliya ở cao nguyên trung tâm (nơi sương giá có thể xảy ra trong vài ngày vào mùa đông) đến mức cao 32 °C (89,6 °F) ở Trincomalee trên bờ biển phía đông bắc (nơi nhiệt độ có thể đạt tới 38 °C hoặc 100,4 °F). Nhiệt độ trung bình hàng năm cho cả nước dao động từ 28 đến 30 °C (82,4 đến 86,0 °F). Nhiệt độ ban ngày và ban đêm có thể thay đổi từ 4 đến 7 °C (7,2 đến 12,6 °F). Tháng 1 là mát nhất, đặc biệt là ở vùng cao nguyên, nơi nhiệt độ qua đêm có thể giảm xuống còn 5 °C (41 °F). Tháng 5 là thời kỳ nóng nhất, trước mùa mưa gió mùa.
Lượng mưa bị ảnh hưởng bởi gió mùa của Ấn Độ Dương và Vịnh Bengal và được đánh dấu bằng bốn mùa. Đầu tiên là từ giữa tháng 5 đến tháng 10, khi gió bắt nguồn từ phía tây nam, mang hơi ẩm từ Ấn Độ Dương. Khi những cơn gió này gặp phải các sườn núi của cao nguyên trung tâm, chúng mang những trận mưa lớn trên các sườn núi và khu vực phía tây nam của hòn đảo. Một số sườn núi có gió lên đến 2500 mm (98,4 in) mỗi tháng, nhưng các sườn dốc ở phía đông và phía đông bắc nhận được ít mưa. Mùa thứ hai xảy ra vào tháng Mười và tháng Mười Một, những tháng liên tiếp. Trong mùa này, tuần hoàn xuất hiện và đôi khi các cơn bão nhiệt đới mang bầu trời u ám và mưa tới phía tây nam, đông bắc và phía đông của đảo. Trong mùa thứ ba, tháng mười hai-tháng ba, gió mùa đến từ phía đông bắc, mang lại độ ẩm từ Vịnh Bengal. Các sườn núi phía đông bắc của các ngọn núi có thể bị ngập lụt lên tới 1250 mm (49,2 in) của mưa trong những tháng này. Một thời kỳ gió mùa khác xảy ra từ tháng Ba đến giữa tháng Năm, với các cơn gió nhẹ, có thể thay đổi và các cơn bão sấm sét.
Sự gia tăng lượng mưa trung bình cùng với các sự kiện mưa lớn đã dẫn đến lũ lụt thường xuyên và các thiệt hại liên quan đến cơ sở hạ tầng, tiện ích và nền kinh tế đô thị.
Độ ẩm thường cao hơn ở khu vực phía tây nam và miền núi và phụ thuộc vào lượng mưa theo mùa. Ví dụ, tại Colombo, độ ẩm ban ngày vẫn trên 70% trong cả năm, tăng lên trên 90% trong mùa mưa vào tháng Sáu. Anuradhapura có mức thấp nhất vào ban ngày là 60% trong tháng 3 của tháng 3, nhưng cao tới 79% trong suốt tháng 11 và tháng 12. Ở vùng cao nguyên, độ ẩm ban ngày của Kandy thường nằm trong khoảng từ 70 đến 79%.

## Khu sinh thái

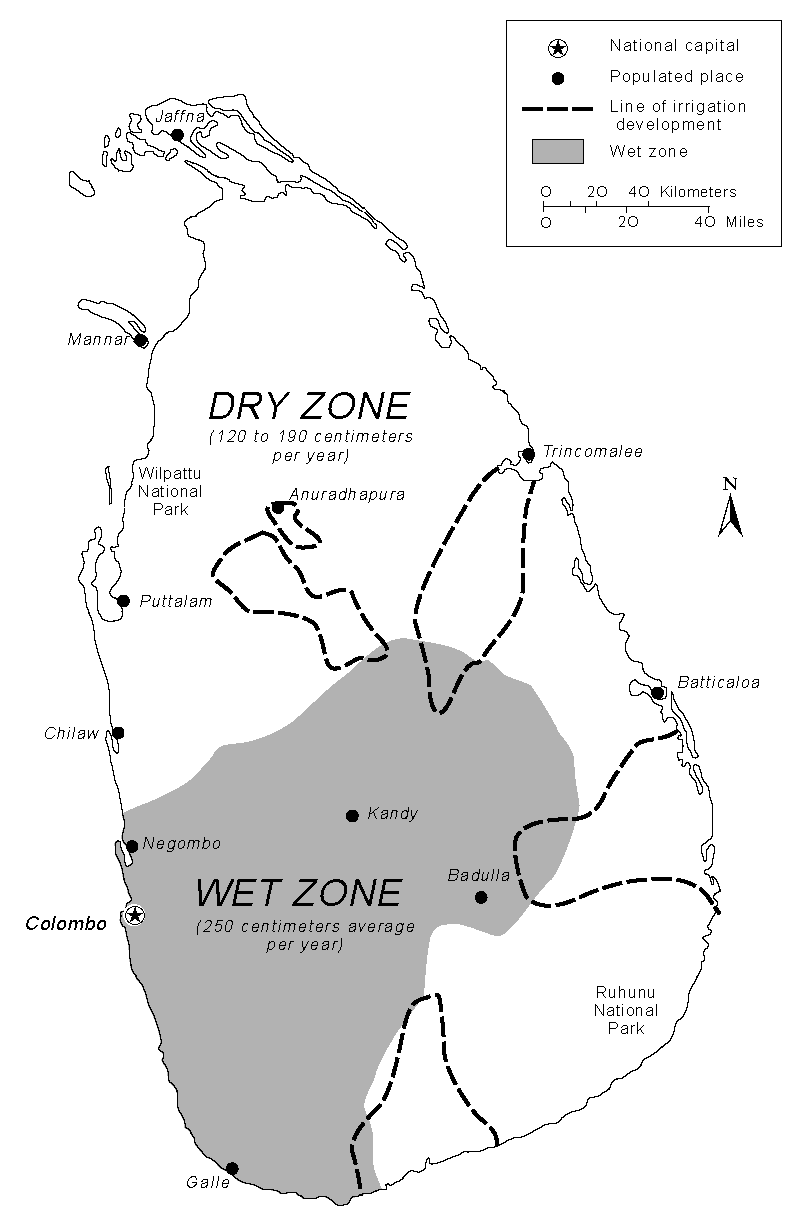
Bản đồ lượng mưa và thủy lợi của Sri Lanka

Sinh vật ở Sri Lanka phụ thuộc trực tiếp vào sự sẵn có của nước mưa. Các ngọn núi và phần phía tây nam của đất nước, được gọi là "vùng ẩm ướt", nhận được lượng mưa dồi dào (trung bình hàng năm là 2500 mm). Hầu hết các phần phía đông nam, phía đông và phía bắc của đất nước bao gồm "khu vực khô, nhận được từ 1200 đến 1900 mm mưa hàng năm. Phần lớn mưa ở các khu vực này rơi từ tháng 10 đến tháng 1; trong thời gian còn lại của năm đó rất ít mưa, và tất cả các sinh vật sống phải bảo tồn độ ẩm quý giá.Các bờ biển phía tây bắc và đông nam khô cằn nhận được lượng mưa ít nhất 600 đến 1200 mm mỗi năm - tập trung trong thời gian ngắn của gió mùa đông.
Thảm thực vật tự nhiên của vùng khô đã thích nghi với sự thay đổi hàng năm từ lũ lụt đến hạn hán. Lớp phủ mặt đất điển hình là rừng rậm, xen kẽ với bụi cây và cây xương rồng cứng rắn ở những khu vực khô hạn nhất. Cây phát triển rất nhanh từ tháng 11 đến tháng 2 khi lượng mưa lớn nhưng ngừng phát triển trong mùa nóng từ tháng 3 đến tháng 8. Các điều chỉnh khác nhau đối với điều kiện khô đã phát triển. Để bảo tồn nguồn nước, cây có vỏ cây dày; hầu hết có lá nhỏ, và một số lá rụng trong mùa này. Ngoài ra, các nhánh trên cùng của những cây cao nhất thường xen kẽ, tạo thành một tán cây chống lại mặt trời nóng và một rào cản đối với gió khô. Khi nước vắng mặt, các vùng đồng bằng của vùng khô bị chi phối bởi màu nâu và xám. Khi nước trở nên có sẵn, hoặc trong mùa mưa hoặc thông qua gần sông và hồ, thảm thực vật phát triển thành sắc thái của màu xanh lá cây với một loạt các bông hoa đẹp. Các giống acacias hoa thích nghi tốt với điều kiện khô cằn và phát triển mạnh trên bán đảo Jaffna. Trong số các loại cây của rừng đất khô là một số loài có giá trị, chẳng hạn như gỗ satin, gỗ mun, gỗ lim và gỗ gụ.
Trong vùng ẩm ướt, thảm thực vật ưu thế của vùng đất thấp là rừng thường xanh nhiệt đới, với những cây cao, tán lá rộng, và một bụi cây dày đặc và dây leo. Rừng thường xanh cận nhiệt đới giống như rừng nhiệt đới ôn đới phát triển ở độ cao cao hơn. Thảm thực vật Montane ở độ cao cao nhất có xu hướng bị còi cọc và lộng gió.
Rừng tại một thời điểm bao phủ gần như toàn bộ hòn đảo, nhưng vào cuối thế kỷ 20 đất được phân loại là rừng và trữ lượng rừng chỉ chiếm một phần năm diện tích đất. Nội địa phía tây nam chứa tàn dư lớn duy nhất của khu rừng nguyên thủy của khu vực ẩm ướt. Tuy nhiên, chính phủ đã cố gắng bảo tồn các khu bảo tồn thiên nhiên và thực vật hoang dã. Vườn quốc gia Yala ở phía đông nam bảo vệ đàn voi, nai, và con công, và Vườn quốc gia Wilpattu ở phía tây bắc bảo tồn môi trường sống của nhiều loài chim nước, chẳng hạn như cò, bồ nông, ibis và thìa. Trong chương trình Mahaweli Ganga của thập niên 1970 và 1980 ở miền bắc Sri Lanka, chính phủ đã dành bốn khu vực đất với tổng diện tích 1.900 km² làm vườn quốc gia.

## Mô hình sử dụng đất và giải quyết

Phần lập trình trên khắp Sri Lanka theo D. N. Wadia

Mô hình định cư chi phối trong suốt 2.500 năm qua đã bao gồm các cộng đồng nông dân làng. Ngay cả trong những năm 1980, phần lớn người dân sống trong những ngôi làng nhỏ và làm việc theo đuổi nông nghiệp. Kỹ thuật canh tác truyền thống và phong cách sống xoay quanh hai loại canh tác - "ẩm ướt" và "khô" - tùy thuộc vào sự sẵn có của nước.
Mô hình giải quyết điển hình trong các khu vực trồng lúa là một nhóm nhỏ các ngôi nhà hoặc khu phố xung quanh một hoặc một số trung tâm tôn giáo phục vụ như là trọng tâm cho các hoạt động xã. Đôi khi các ngôi nhà có thể nằm dọc theo một con đường chính và bao gồm một vài cửa hàng, hoặc ngôi làng có thể bao gồm một số thôn xa. Các cánh đồng lúa duy trì sự sống bắt đầu khi các ngôi nhà kết thúc và kéo dài vào khoảng cách. Một số cánh đồng có tưới có thể bao gồm các loại cây trồng khác, chẳng hạn như cây mía, hoặc những lùm cây dừa. Cây Palmyra mọc trên biên giới của các lĩnh vực hoặc dọc theo con đường và đường dẫn. Nhà riêng cũng có thể có vườn rau trong các hợp chất của họ. Trong mùa mưa và sau đó, khi các cánh đồng được bao phủ bởi cây trồng đang phát triển, môi trường làng rất mạnh mẽ.
Bản chất của các hoạt động nông nghiệp ở Sri Lanka đã thay đổi qua nhiều thế kỷ và thường phụ thuộc vào sự sẵn có của đất trồng trọt và tài nguyên nước. Trong thời gian trước đây, khi người dân đã tiếp cận với các khu rừng phong phú tách biệt các khu định cư với nhau, nông nghiệp bị đốt nương là một kỹ thuật tiêu chuẩn. Khi mở rộng dân số và áp lực thương mại làm giảm số lượng đất rừng sẵn có, tuy nhiên, canh tác nương rẫy và giảm đều đặn từ chối ưu tiên canh tác vĩnh viễn bởi các chủ tư nhân. Cho đến thế kỷ 13, các cộng đồng nông dân làng chủ yếu ở các vùng đồng bằng phía bắc xung quanh Anuradhapura và sau đó là Polonnaruwa, nhưng sau đó họ chuyển sang phía tây nam. Trong thập niên 1970, những vùng đồng bằng rộng lớn ở phía bắc và phía đông bị rải rác thưa thớt, với những ngôi làng rải rác từng tụ tập quanh một hồ nhân tạo. Bán đảo Jaffna, mặc dù một khu vực khô, có mật độ dân cư đông đúc và được canh tác mạnh mẽ. Phía tây nam có hầu hết mọi người, và các làng được tập trung đông đúc với ít đất chưa sử dụng. Ở cao nguyên trung tâm xung quanh Kandy, dân làng phải đối mặt với đất bằng phẳng hạn chế đã phát triển những sườn đồi phức tạp, nơi họ trồng lúa. Trong những năm 1960 và 1970, khu vực canh tác ẩm ướt đã được mở rộng nhanh chóng, khi chính phủ thực hiện các dự án thủy lợi quy mô lớn để khôi phục lại vùng khô hạn cho năng suất nông nghiệp. Trong những năm 1970, khu vực được Mahaweli Ganga thoát nước thay đổi từ một khu vực thưa thớt dân cư sang một vùng lúa nước tương tự như phía tây nam. Thông qua các dự án như vậy, chính phủ Sri Lanka đã lên kế hoạch tái tạo trong khu vực khô ráo, cảnh quan tươi tốt gắn liền với các công trình thủy lợi ở Sri Lanka cổ đại.
Bắt đầu từ thế kỷ 16 và lên đến đỉnh điểm trong thời kỳ cai trị của Anh vào thế kỷ 19 và 20, nền kinh tế đồn điền đã thống trị các khu vực rộng lớn của vùng cao nguyên. Trồng rừng đã làm giảm đáng kể độ che phủ rừng tự nhiên và thay thế cây trồng thuần hóa như cao su, chè hoặc quế. Nó cũng mang lại một phong cách sống thay đổi, khi các xã hội săn bắn và hái lượm cuối cùng rút lui vào các khu vực nhỏ hơn và người lao động chuyển đến vùng cao nguyên để làm việc trên các đồn điền. Thông qua cuối thế kỷ 20, công nhân trồng rừng lớn sống trong các ngôi làng nhỏ hoặc trong "phòng dòng" chứa mười đến mười hai đơn vị. Nhiều đồn điền của các chủ đất nhỏ thường xuyên bao gồm các ấp của người lao động ngoài những ngôi nhà độc lập của các chủ đồn điền. 

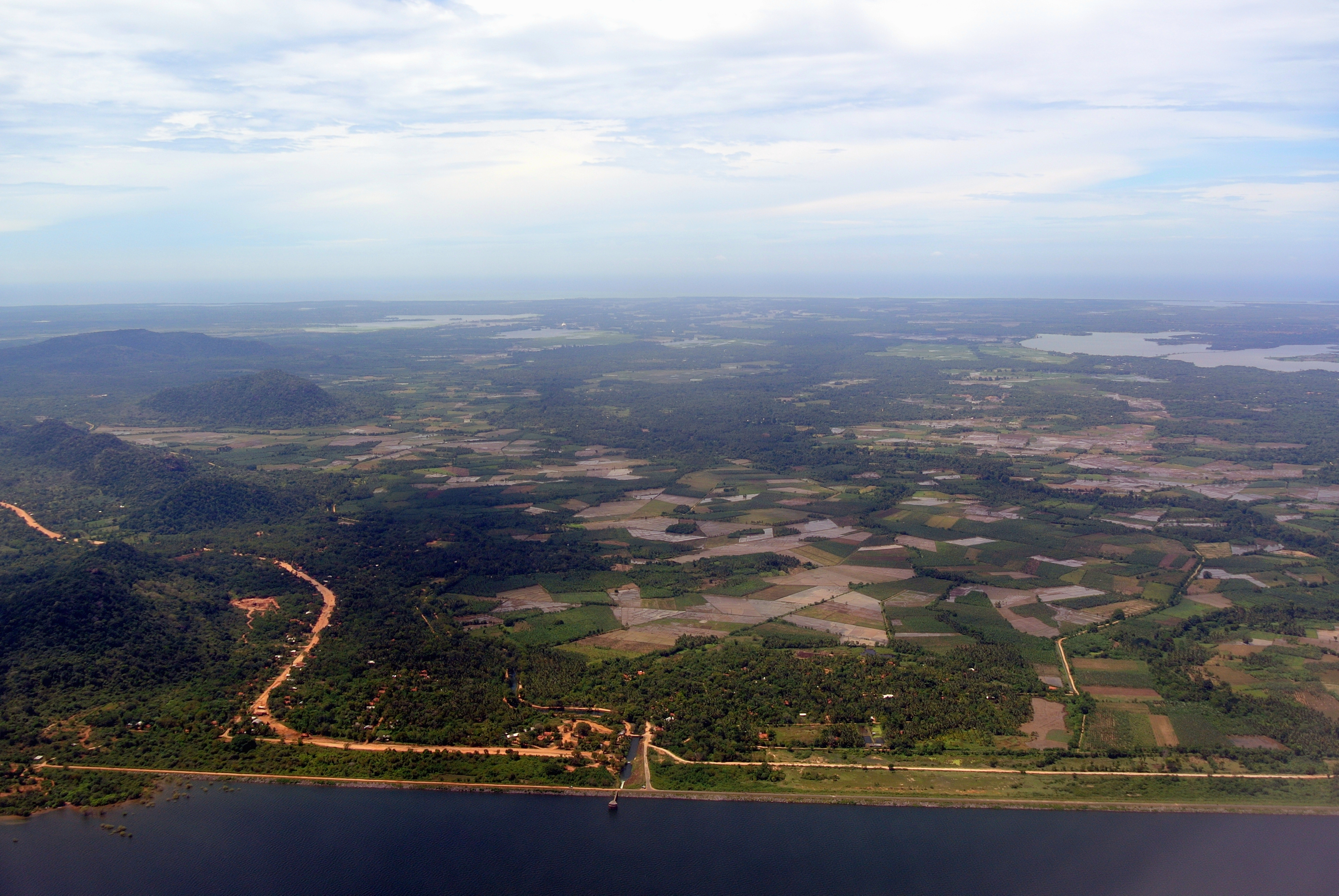
Mô hình sử dụng đất đai ven biển của tỉnh Nam Bộ từ trên cao.

Vành đai ven biển bao quanh đảo có một mô hình giải quyết khác nhau đã phát triển từ các làng chài cũ hơn. Các khu định cư khai thác riêng biệt được mở rộng dọc theo bờ biển, được nối với nhau bởi một đường cao tốc ven biển và một tuyến đường sắt. Tính di động của dân cư ven biển trong thời kỳ thuộc địa và sau khi độc lập đã dẫn đến sự gia tăng về quy mô và số lượng làng mạc, cũng như sự phát triển của các trung tâm đô thị đang phát triển với các địa chỉ liên lạc bên ngoài. Vào những năm 1980, có thể lái xe nhiều kilômét dọc theo bờ biển phía tây nam mà không tìm thấy sự phá vỡ trong chuỗi các làng và trung tâm chợ sáp nhập vào nhau và vào các thị trấn.

### Số liệu thống kê
Sử dụng đất:đất canh tác: 13,96%đất trồng cây lâu năm: 15,24%
khác: 70,8% (2005)
Đất được tưới tiêu: 5700 km² (2003)
Tổng nước tái tạo: 52,8 km khối
Tài nguyên thiên nhiên: đá vôi, than chì, cát khoáng, đá quý, phosphat, đất sét, thủy điện
Thảm họa tự nhiên: thỉnh thoảng có bão và lốc xoáy
Các vấn đề môi trường: phá rừng; xói mòn đất; quần thể động vật hoang dã bị đe dọa bởi săn bắt và đô thị hoá; suy thoái bờ biển từ hoạt động khai thác và tăng ô nhiễm; nguồn nước ngọt bị ô nhiễm bởi chất thải công nghiệp và nước thải; xử lý chất thải; ô nhiễm không khí ở Colombo

## Tuyên bố hàng hải
- vùng tiếp giáp: 24 nmi (44,4 km; 27,6 mi)
- thềm lục địa: 200 nmi (370,4 km; 230,2 mi) hoặc đến rìa lề lục địa
- vùng đặc quyền kinh tế: 200 nmi (370,4 km; 230,2 mi)
- lãnh hải: 12 nmi (22,2 km; 13,8 mi)